# Wisbecq
Wisbecq (Nederlands, uitzonderlijk: Wisbeek) is een dorp in de Belgische provincie Waals-Brabant. Het ligt ten zuiden van het dorp Bierk in de gemeente Rebecq.

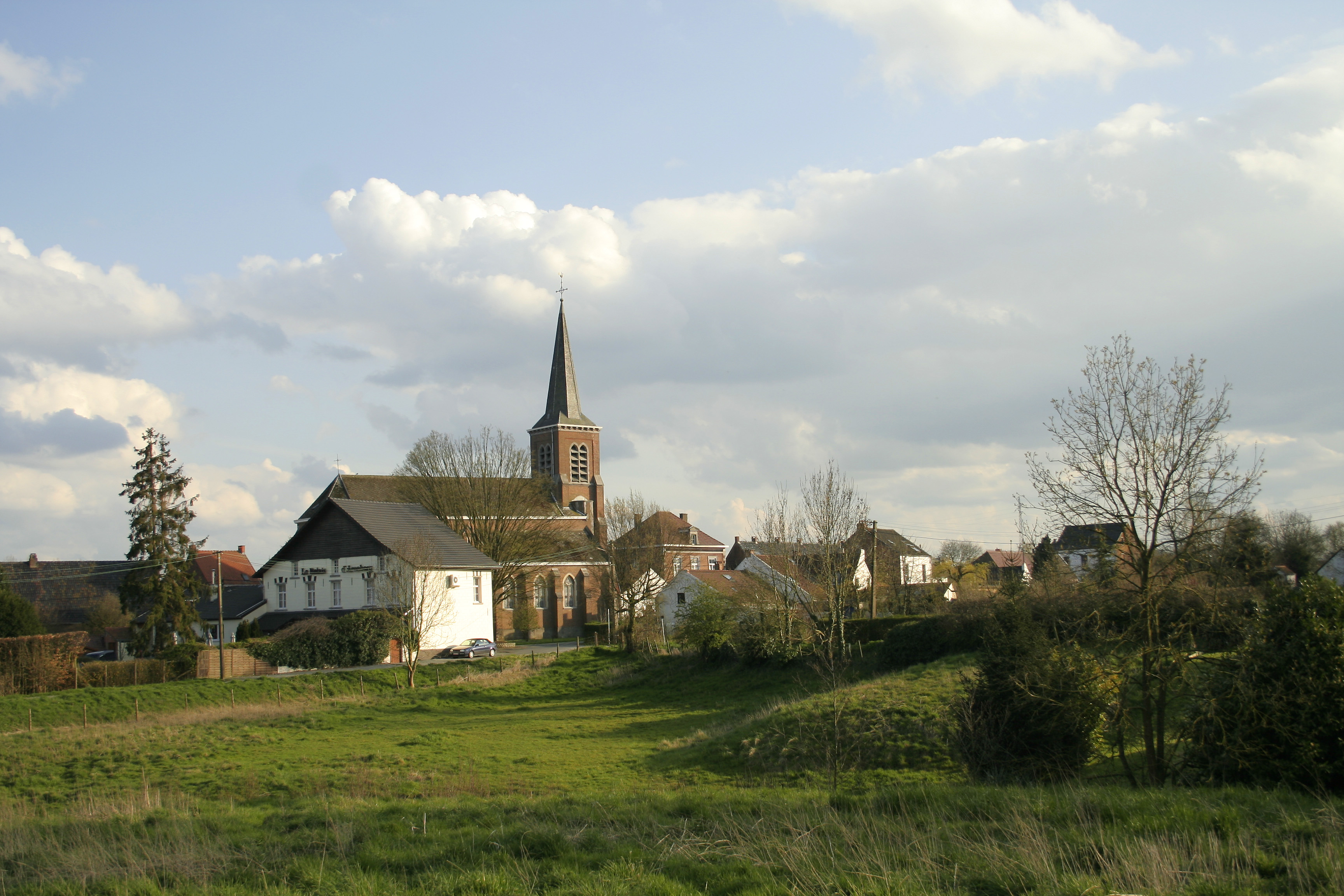
Zicht op Wisbeek

## Geschiedenis

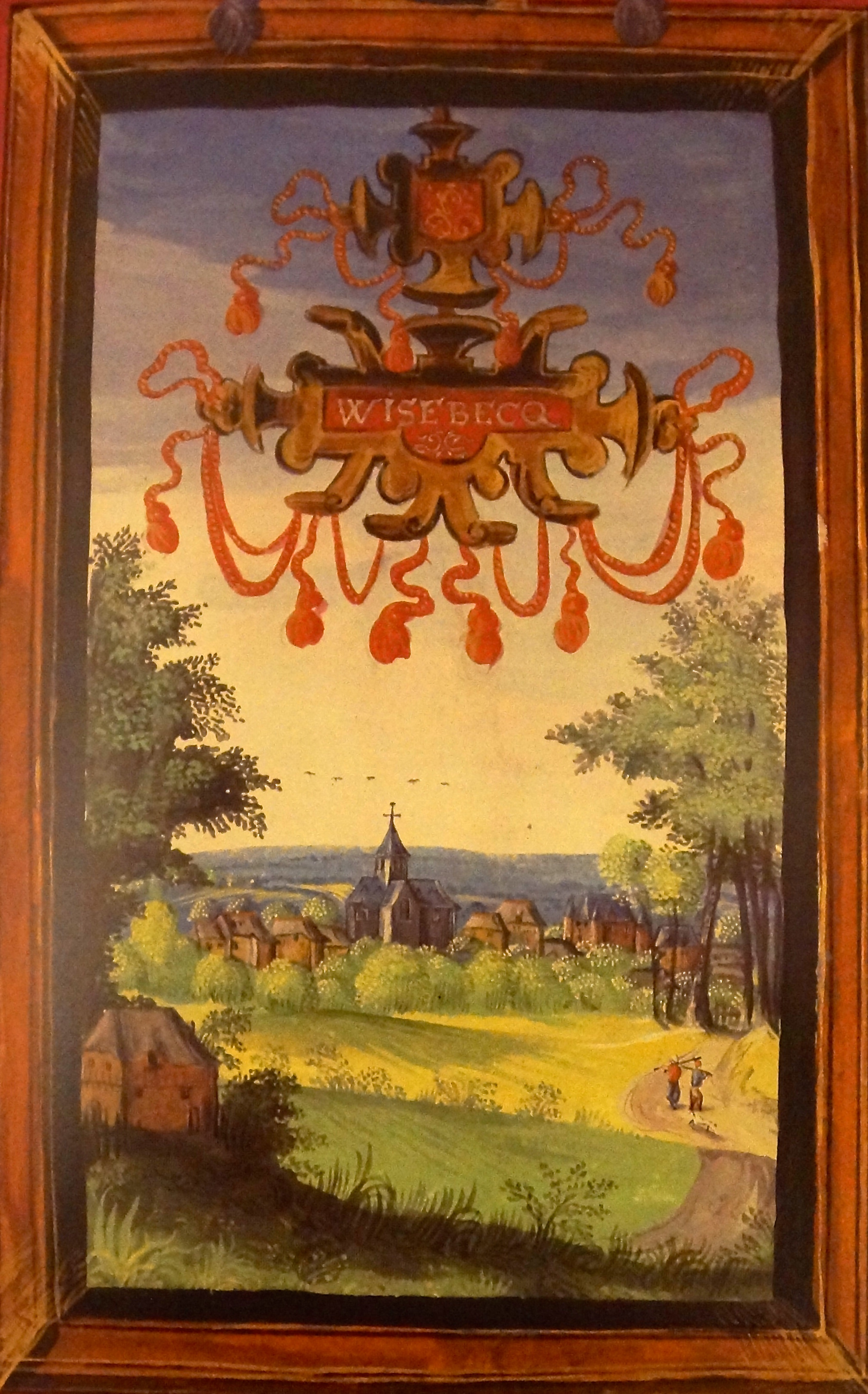
Wisbeek door Adriaan van Montigny omstreeks 1600

Op de Ferrariskaart uit de jaren 1770 staat de plaats weergegeven als het gehucht Pont à Wisbecq, met naast het gehucht een kasteel. Op het eind van het ancien régime werd het bij de oprichting van de gemeente ondergebracht bij de gemeente Sint-Renelde, waarvan het dorpscentrum zo'n drie kilometer ten noordwesten ligt, hoewel Wisbeek was omgeven door de gemeenten Bierk, Rebecq en Quenast.
Bij de gemeentelijke fusies van 1977 werd Sint-Renelde een deelgemeente van Tubeke en de gemeenten Bierk, Roosbeek en Quenast werden verenigd in de gemeente Rebecq. Het dorp Wisbecq dat hier tussenin lag werd afgesplitst van Sint-Renelde en naar de gemeente Rebecq overgeheveld.

## Bezienswaardigheden

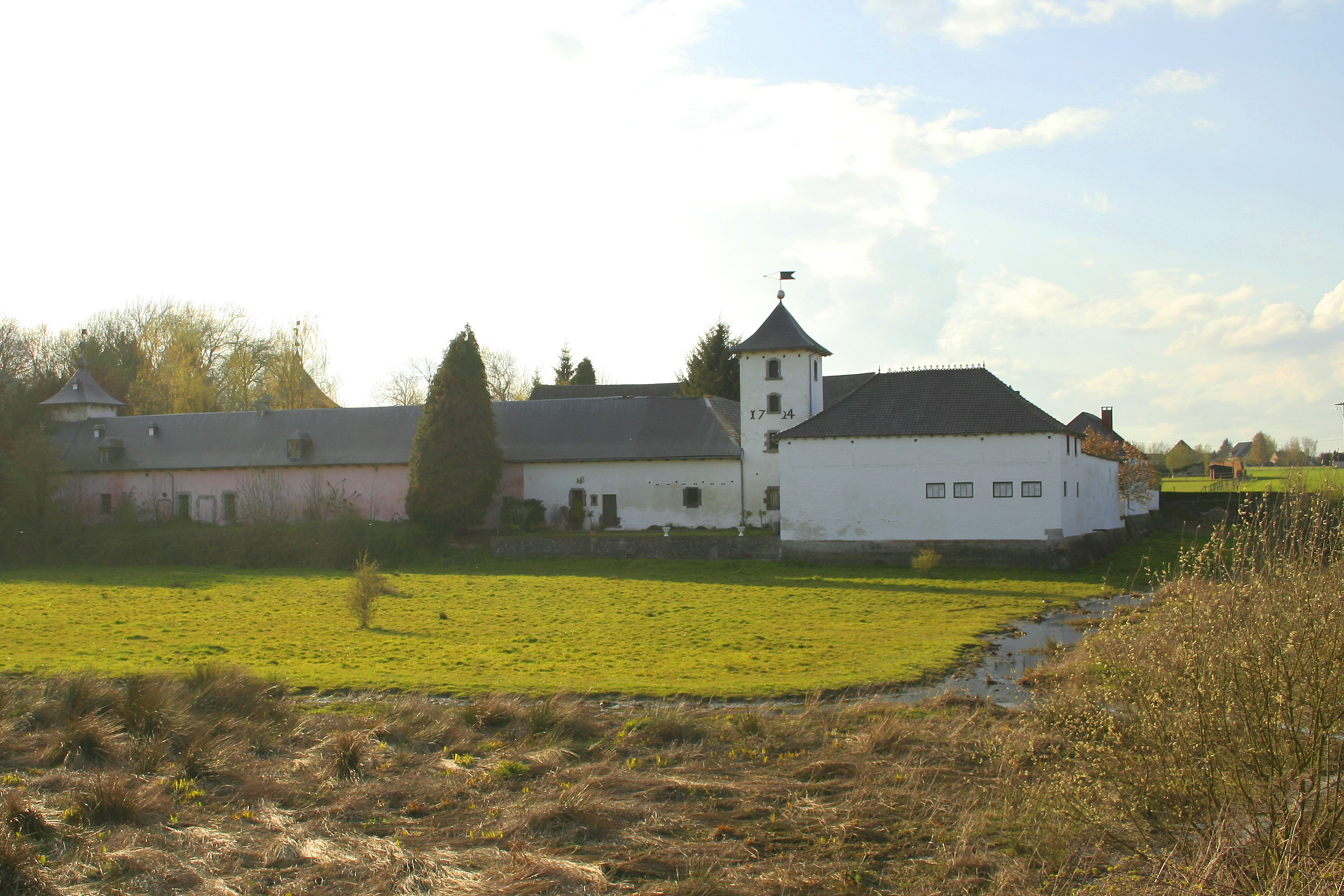
de Kasteelboerderij

- De Sint-Fiacriuskerk (Église Saint-Fiacre) is een neogotisch bouwwerk van 1879.
- Het Kasteel van Wisbecq met de kasteelboerderij was ooit de zetel van de heerlijkheid Pont-à-Wisbecq. Tijdens de 18e eeuw kreeg het zijn huidige vorm onder D'Overschie en in de loop van de 19e eeuw kwam het aan het Huis Arenberg.

## Natuur en landschap
De hoogte aan de kerk bedraagt 61 meter.

## Nabijgelegen kernen
Bierghes, Saintes, Quenast, Rebecq